# خوان مانوئل لوپز (بوکسور)
خوان مانوئل لوپز (اسپانیایی: Juan Manuel López‎؛ زادهٔ ۳۰ ژوئن ۱۹۸۳) بوکسور اهل پورتوریکو است.